# Carl-Gustav Grüner Schøller
Carl-Gustav Grüner Schøller (skrev sig selv Schöller) (22. maj 1903 i København – 25. august 1981) var en dansk officer, leder i modstandsbevægelsen og godsejer.

## Militær karriere
Han var søn af godsejer Kai Schøller (1872-1951) og hustru Inger født Voigt (død 1964), blev student 1921, gennemgik Hærens Officersskole og blev tildelt H.M. Kongens Æressabel ved afgang fra officersskolen 1925. Han blev premierløjtnant af Ingeniørtropperne 1925, gennemgik Officersskolens specialklasse 1926-29, var fuldmægtig i Krigsministeriet 1934-38, blev kaptajnløjtnant 1934 og kaptajn 1937, chef for 5. ingeniørkompagni 1938-40 og for 5. bygningsdistrikt 1942-46.

### Modstandsleder
Grüner var modstandsmand og tog initiativ til dannelse af aktive modstandsgrupper i Viborg. Han var under Jens Toldstrup medlem af staben for Region I (Nordjylland) og skulle som sprængningsekspert instruere i jernbanesabotage. I maj 1944 gik han under jorden, flygtede til Sverige og indgik i Den Danske Brigade, men vendte tilbage og blev 7. februar 1945 chef for modstandsbevægelsen i Region I og var stedfortræder for Vagn Bennike. Hans dæknavne var "Blad" eller "Lind".

### Efter krigen
Efter krigen blev Schøller oberstløjtnant 1945, oberst 1953 og chef for 2. pionerbataljon 1946-50. Han var til rådighed for Vestre Landsdelskommando 1950, for Jydske Ingeniørregiment 1951, blev chef for 3. ingeniørbataljon 1952, for Jydske Ingeniørregiment 1953, hvor han fik afsked fra linjen og kom i nr. i reserven. Han stod til rådighed for Vestre Landsdelskommando 1965-68.
Han var ejer af hovedgården Margård.

## Hæder
Schøller var Kommandør af Dannebrogordenen og bar Dannebrogsmand samt Reserveofficersforeningen i Danmarks Hæderstegn, var Ridder af 1. klasse af Sankt Olavs Orden og bar Medal for Courage in the Cause of Freedom.

## Ægteskaber
Schøller blev gift 1. gang 22. oktober 1929 med Gudrun Conrau (9. september 1904 på Sankt Croix - 1966), datter af ingeniør, cand.polyt. Oliver Conrau (død 1946) og hustru Hedvig født Steenberg (død 1962). 2. gang ægtede han Karen Stein (10. september 1905 - ?), datter af højesteretssagfører Johannes Stein og hustru Ellen født Malling.